# Fernando Gabeira
Fernando Gabeira (Juiz de Fora, 1941. február 17. –) brazil újságíró és író.
Mivel részt vett a nagykövet Charles Burke Elbrick elrablásában, nem léphet be az Amerikai Egyesült Államok területére.